# Hans Engelhardt (Politiker)
Hans Engelhardt (* 6. November 1892 in Schwabmünchen; † 6. Dezember 1968 ebenda) war ein deutscher Politiker der CSU.
Engelhardt besuchte die Volks- und Feiertagsschule und arbeitete auf dem elterlichen Hof, bis er 1912 in die aktive Wehrpflicht eingezogen wurde. Im Ersten Weltkrieg gehörte er zwei Regimenten an, wurde zweimal verwundet und zuletzt als Unteroffizier eingesetzt. Danach führte er den Betrieb auf dem Hof seiner Schwester, bis er 1928 heiratete und dadurch selbstständiger Bauer wurde. Aus der Ehe gingen zwei Töchter und zwei Söhne hervor. Neben seiner landwirtschaftlichen Tätigkeit war Engelhardt auch zweiter Bürgermeister von Schwabmünchen, gehörte dem dortigen Marktgemeinde- bzw. Stadtrat und dem Kreistag an, war Beisitzer beim Verwaltungs- und beim Arbeitsgericht und Kreisobmann beim Bayerischen Bauernverband, wo er auch dem Bezirksvorstand Schwaben angehörte. Ferner war er Vorsitzender der Handelsklassenkommission beim Schlachtviehgroßmarkt Augsburg. 1958 übergab er den Hof an seinen jüngsten Sohn. In jenem Jahr wurde Engelhardt erstmals in den Bayerischen Landtag gewählt. Er gewann dabei das Direktmandat im Stimmkreis Schwabmünchen, Friedberg. Dieses konnte er 1962 verteidigen, sodass er dem Landtag bis 1966 angehörte.